# 레이저 오토모티브
레이저 오토모티브(영어: Raesr Automotive)는 미국 캘리포니아주 로스앤젤레스에 있는 전기 스포츠카 제조 회사로 2014년에 설립했다. 모델은 레이저 타키온 스피드가 있으며 2017년에 출시되었다.

## 같이 보기
- 리막 오토모빌리
- 테슬라 (기업)
- 피닌파리나